# 聖弗朗西斯和聖伯納德教堂

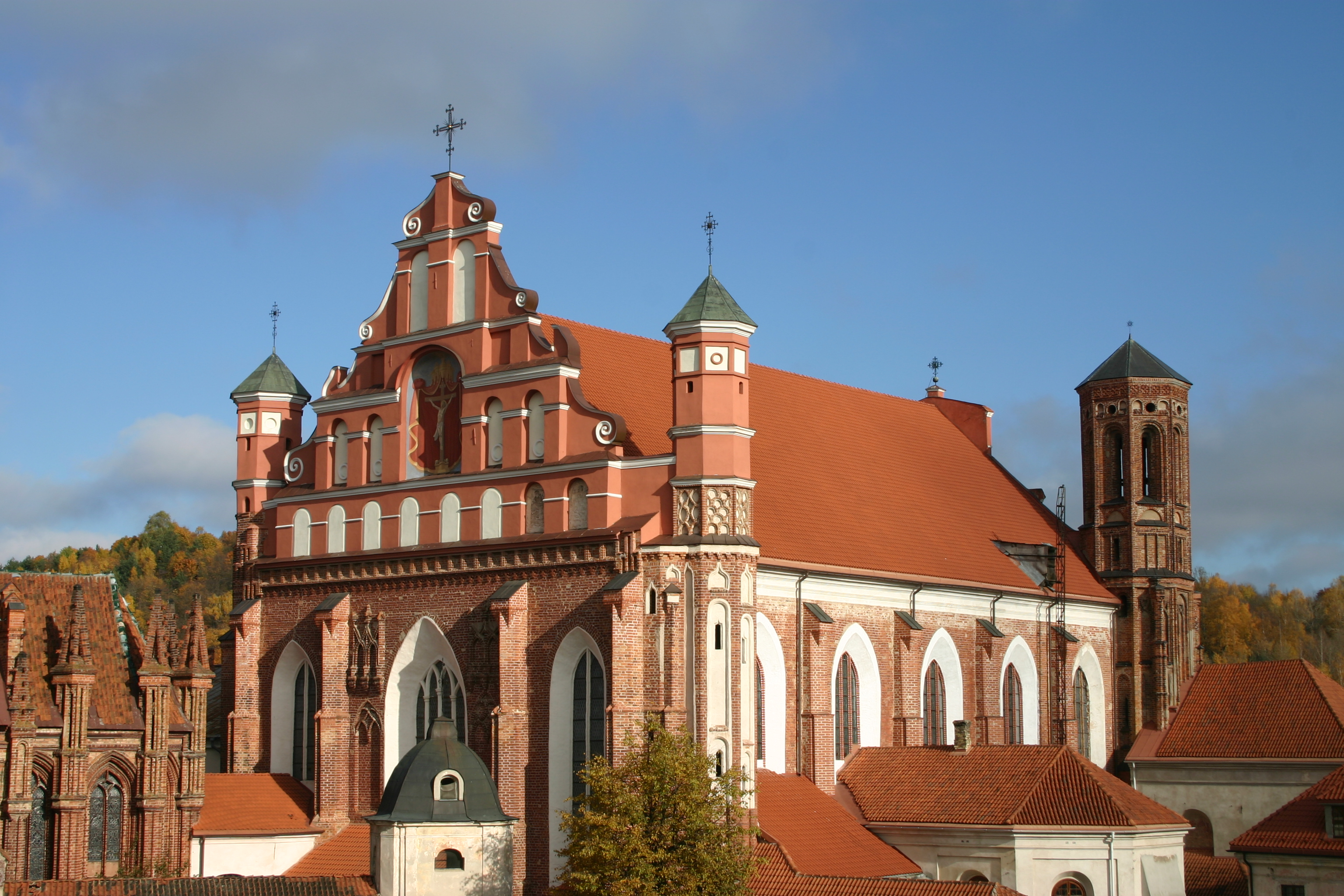
聖弗朗西斯和聖伯納德教堂

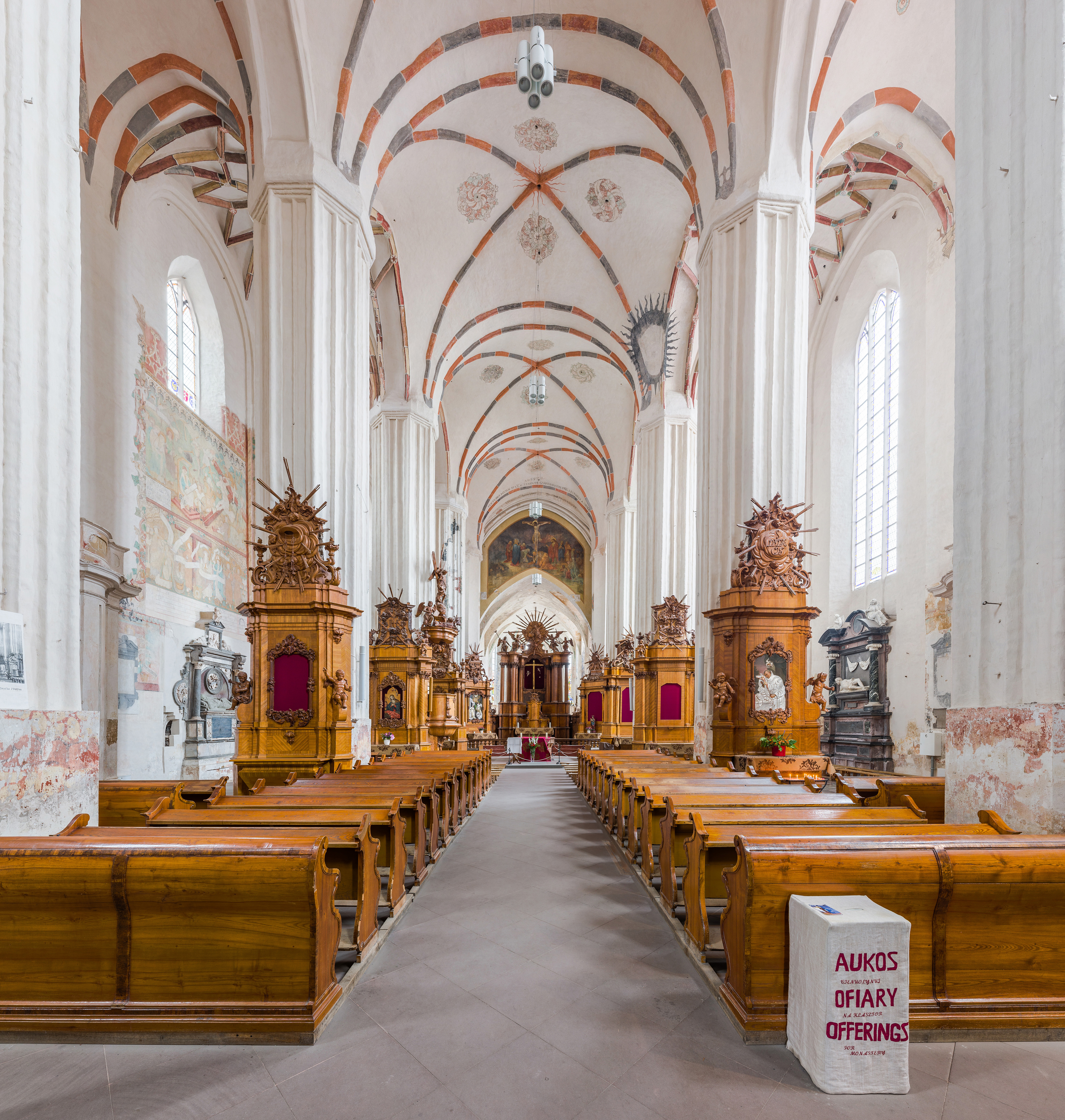
教堂內部裝飾

聖弗朗西斯和聖伯納德教堂是位於立陶宛首都維爾紐斯舊城的一座羅馬天主教的教堂。聖弗朗西斯和聖伯納德教堂是當地哥特式建築的代表。